# Chung Fa Foei Kon

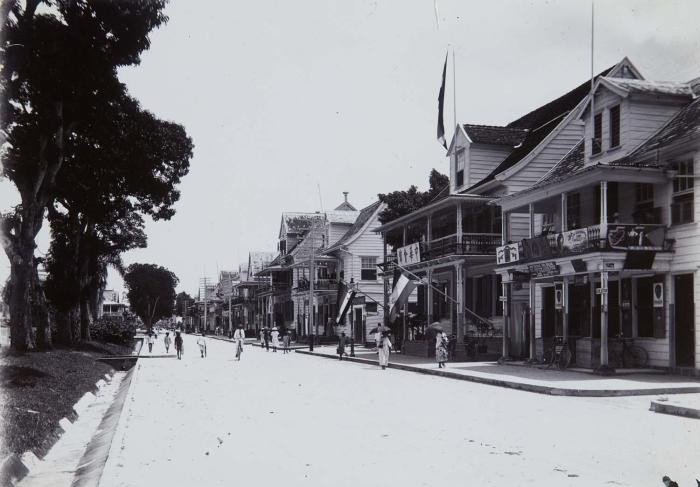
Verenigingsgebouw van Chung Fa Foei Kon in Paramaribo (1904-1937)

Chung Fa Foei Kon (蘇利南中華會館) is een vereniging van Chinese Surinamers die in 1938 werd opgericht. Chung Fa Dagblad/Chung Fa Ngit Pao is de spreekbuis van de vereniging en bestaat sinds 1982.
Het werd opgericht uit onvrede tegen de Chinees-Surinaamse vereniging Kong Ngie Tong die geen fel tegenstander was van het verslavende gokspel piauw. Het spel werd door de Nederlandse overheid verboden, maar er waren illegale manieren om het spel te kunnen blijven spelen. Chung Fa Foei Kon probeerde voor de Chinese jeugd sport en ontspanning te zorgen. De basketbalsport is onder andere door deze vereniging in Suriname geïntroduceerd. De basketbalgroep heette China's Little Devils (CLD).
Het verenigingsgebouw is gevestigd aan de Keizerstraat 42 in Paramaribo. Hier bevond zich van 1957 tot 1972 de krant Tsu-Yu (vertaald: Vrijheid).